# فنار جزر الإخوة
فنار جزر الإخوة هو فنار نشط يرجع للقرن التاسع عشر ويقع في جزر الإخوة بمصر في البحر الأحمر، على بعد 65 كم شرق القصير. بنى البريطانيون الفنار في 1883 وجُدد في 1993، وتتولى البحرية المصرية إدارته. وهو عادة ما يكون مفتوحًا للزوار الذين يُسمح لهم عادةً بتسلق البرج الذي يبلغ ارتفاعه 31 مترًا (102 قدمًا).
لا تزال المنارة تحتفظ بعدسة فرينل أصلية ومصنوعة يدويًا من شركة تشانس برازرز [الإنجليزية] بجانب آلية القيادة، التي تتطلب تدويرها كل أربع ساعات بواسطة حراس الفنار الموجودين.